# Faith Osier
Pour les articles homonymes, voir Osier.
Faith Hope Among'in Osier (née en 1972) est une immunologiste, pédiatre et éducatrice kényane. 

## Éducation
Faith Osier est née au Kenya en 1972. Elle étudie à l'université de Nairobi, où elle a obtenu son diplôme de Bachelors of Medicine and Surgery en 1996. Elle a travaillé à l'hôpital provincial général de la côte pendant deux ans, avant de rejoindre l'hôpital du district de Kilifi. Elle a obtenu une maîtrise en immunité humaine à l'université de Liverpool, où elle a reçu un prix de la meilleure étudiante de l'année. En 2008, elle a obtenu un doctorat de l'Open University. Sa thèse était intitulée Immune responses to polymorphic antigens and protection against severe malaria in Kenyan children et a été supervisée par Kevin Marsh. Faith est l'actuelle présidente de l'Union internationale des sociétés d'immunologie, poste qu'elle occupera jusqu'en 2022. 

## Carrière
Avant de partir au Royaume-Uni, Osier a travaillé comme médecin- conseil au Kenya Medical Research Institute à Kilifi. Elle a décidé de se spécialiser en médecine pédiatrique, a déménagé au Royaume-Uni et est devenue membre du Royal College of Paediatrics and Child Health (en).  
Osier s'intéresse à la façon dont les gens développent une immunité naturelle contre le paludisme. Elle travaille avec le Centre Sanger et l'Institut Burnet. Elle pense que le vaccin antipaludique à base d'anticorps pourrait être efficace. Elle détient une bourse Wellcome Trust en santé publique et médecine tropicale. En 2014, elle a remporté le prix African Research Leader Award du Conseil de la recherche médicale et du Département du Développement international. Elle a également reçu le Young African Scientist Award de l'Institut virtuel européen de recherche sur le paludisme. Elle a également remporté le Merle Sande (en) Health Leadership Award. Elle a reçu le Royal Society Africa Prize en 2014,,. En 2016, elle a remporté le prix Sofia-Kovalevskaïa de la Fondation Alexander-von-Humboldt, et a déménagé à l'université de Heidelberg pour poursuivre ses recherches sur le paludisme. En fin de compte, Osier cherche à « éliminer le paludisme pour la santé et l'autonomisation économique de l'Afrique ».  
Osier souhaite améliorer les perspectives des scientifiques africains et possède son propre groupe de recherche au Kilifi County District Hospital. Elle s'inquiète de la fuite des cerveaux des universités africaines. Elle est mentor auprès d'Initiative to Develop African Research Leaders. Osier est professeure invitée à l'université d'Oxford, où elle travaille dans le groupe Immunologie infectieuse et médecine translationnelle. Elle est membre du Conseil de la Fédération des sociétés d'immunologie africaines. Elle est vice-présidente puis présidente de l'Union internationale des sociétés d'immunologie. Elle a été nommée conférencière TED en 2018 . Faith est le leader du réseau de partenariat Sud-Sud pour la recherche sur les antigènes du paludisme SMART (South-south Malaria Antigen Research ParTnership) qui améliore la capacité de recherche en facilitant le partage des échantillons et des ressources des cohortes longitudinales de paludisme.

## Publications
- Immune responses to polymorphic antigens and protection against severe malaria in Kenyan children, 2008, Thèse (PhD)-Open University.
- Exposure to Multiple Parasites Is Associated with the Prevalence of Active Convulsive Epilepsy in Sub-Saharan Africa, 2014, PLoS Neglected Tropical Diseases, 8:5.
- Human Immunization With a Polymorphic Malaria Vaccine Candidate Induced Antibodies to Conserved Epitopes That Promote Functional Antibodies to Multiple Parasite Strains, 2018, Journal of infectious diseases.